# Breitenfeld (Wien)
Breitenfeld war bis 1850 ein als eine der jüngsten Vorstädte Wiens geplant angelegtes Dorf der Grundherrschaft des Schottenstifts und ist seit damals ein Bezirksteil im Wiener Gemeindebezirk Josefstadt. Dieser wurde bis 1861 als 7. Bezirk geführt, seit der Teilung des ursprünglichen 4. Bezirks in die zwei heutigen Bezirke 4 und 5 als 8. Bezirk.

## Lage
Breitenfeld liegt im Nordwesten des Bezirks Josefstadt und grenzt
- im Norden an Michelbeuern (9. Bezirk, Alsergrund),
- im Westen seit seinem Bau, 1894–1900, an den Hernalser Gürtel und den 1892 eingemeindeten 17. Bezirk, Hernals, Bezirksteil Hernals (vor dem Straßenbau an den Linienwall),
- im Süden an den Bezirksteil Josefstadt und
- im Osten an den Bezirksteil Alservorstadt.

Das Gebiet, das zu Breitenfeld gehört, wird von Alser Straße, Hernalser Gürtel, Florianigasse und Feldgasse begrenzt. Felix Czeike nennt im Historischen Lexikon Wien eine engere Begrenzung des Gebietes von Breitenfeld, die sich auf die Zeit vor dem Bau des Gürtels bezieht: Er bezeichnet als westliche Grenze die Häuser der Bennogasse.
Die Straßenzüge rund um Albert- und Bennoplatz sind von der Stadt Wien als bauliche Schutzzone Breitenfeld definiert.
Als territoriale Bezeichnung existiert Breitenfeld noch als Pfarrsprengel der römisch-katholischen Kirche (um die Breitenfelder Pfarrkirche), dieser reicht allerdings über die Bezirksgrenze hinaus und umfasst auch einige gürtelnahe Bereiche von Ottakring und Hernals.

## Geschichte

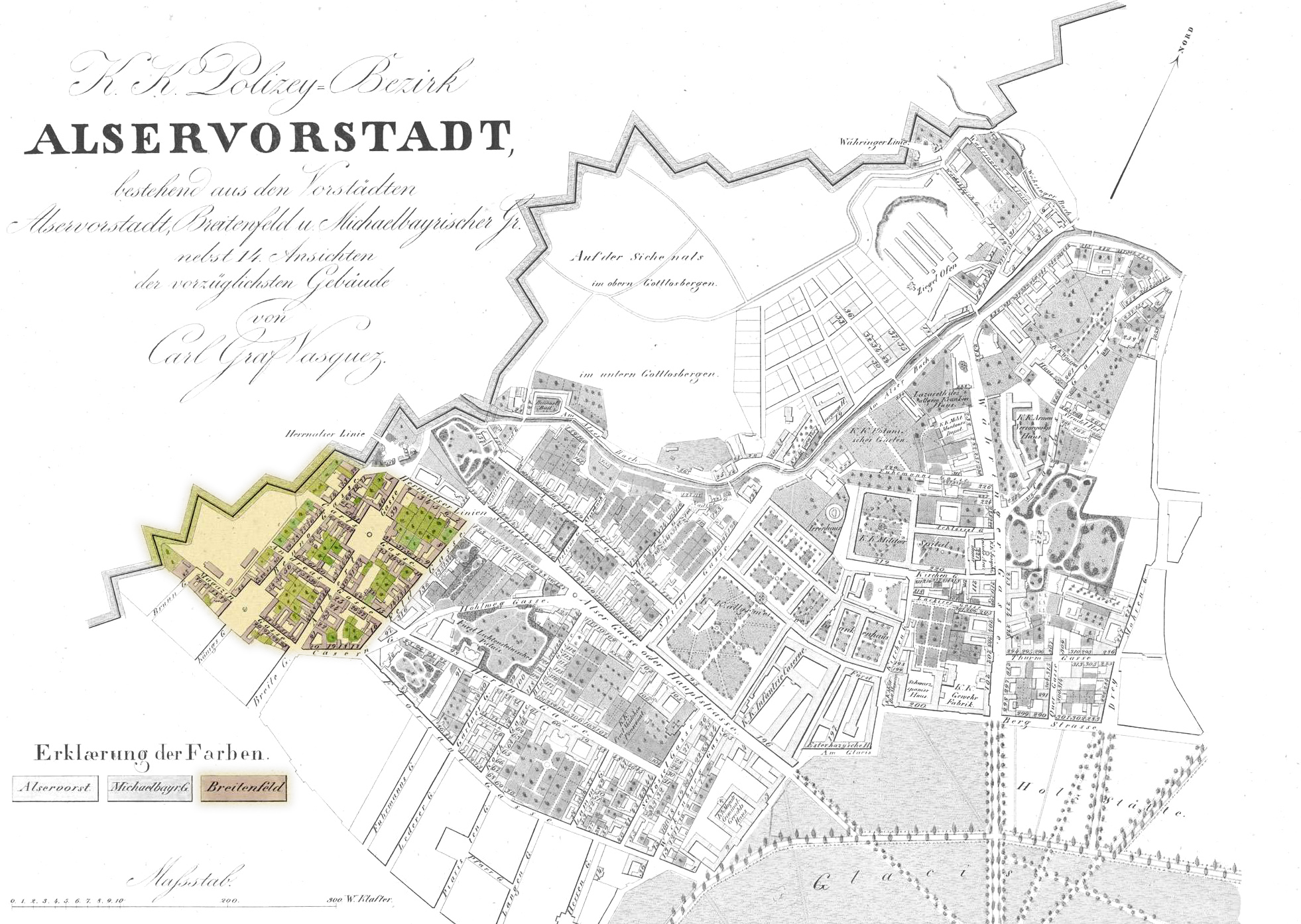
Breitenfeld um 1830

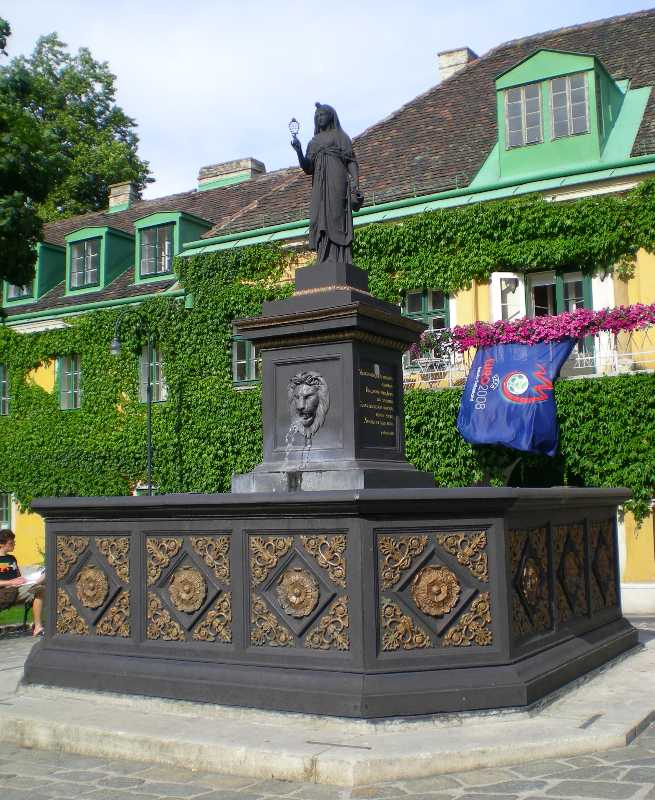
Isisbrunnen auf dem Albertplatz

Breitenfeld wurde als letzter der späteren Bezirksteile der Josefstadt gegründet. Im 15. Jahrhundert und später war das Areal ein großes Getreidefeld, das dem Schottenstift gehörte. Erst 1801 wurde die „Obere Alsbreite“ (benannt nach der Als, einem Wienerwaldbach) von Abt Benno Pointner zur Besiedlung freigegeben, nachdem bereits 1770 die östlich benachbarte „Untere Alsbreite“, das Gebiet zwischen Alser Straße, Skodagasse und Feldgasse, besiedelt worden war. Die „Untere Alsbreite“ war der Alservorstadt zugeschlagen worden; die „Obere Alsbreite“ wurde von der Grundherrschaft 1802 zum neuen Ort Breitenfeld erklärt. In diesem Jahr wurden bereits die ersten drei Häuser fertiggestellt, um 1830 war die Besiedlung abgeschlossen.
Bekanntester Förderer der Vorstadt wurde Karl Georg Gaber (1771–1854), der in der Alservorstadt, Lange Gasse 20, ein Erziehungsinstitut leitete. Gaber war 1802–1812 und 1829–1840 im Auftrag des Schottenstiftes Grundrichter von Breitenfeld. Ihm werden in den Chroniken große Verdienste um die rasante Entwicklung des Ortes zugeschrieben. 1826 wurde der Ort mit 75 Laternen beleuchtet, 1828–1829 folgte die Kanalisierung des Gebietes. Des Weiteren wurde 1833 auf Gabers Initiative der Isisbrunnen errichtet und 1834 geweiht. Der 1812 errichtete Amtssitz Gabers (seit 1862 Breitenfelder Gasse 10, zuvor nach Gaber Karlsgasse benannt, bzw. seit 1904 Albertplatz 8, zuvor Hauptplatz von Breitenfeld) ist heute noch als Gaberschlössel bekannt. Auf dem Nachbargrundstück (Albertplatz 7) wurde 1823 ein Gemeindehaus errichtet. Von 1824 an wurde in Gabers Haus Breitenfelder Gasse 4 eine Privat-Trivialschule geführt, da in Breitenfeld ansonsten keine Schule bestand; 1870 wurde die spätere Pfarrschule von der Stadt Wien als öffentliche Schule übernommen. 1850 hatte der Ort vor der Eingemeindung bereits 96 Häuser mit 4.875 Bewohnern.
1862 erfolgten in Wien diverse Straßenumbenennungen, um die Doppelverwendung von Namen im Stadtgebiet zu vermeiden. So wurde in Breitenfeld die Breite Gasse (im 7. Bezirk auch vorhanden) in Albertgasse umbenannt, die Karlsgasse in Breitenfelder Gasse; aus der Königsgasse wurde die Bennogasse (nach Abt Benno Pointner, siehe oben), aus der Herrengasse (im 1. Bezirk bestand und besteht die prominentere von beiden) die Laudongasse. Aus der Liniengasse, die sich auf den Linienwall bezog, der hier bis in die 1890er Jahre verlief, machte man die Blindengasse. Der einstige Hauptplatz von Breitenfeld wurde erst 1904 Albertplatz benannt. Die Namen Feldgasse und Florianigasse bestanden schon vor 1800, die Alser Straße wurde erstmals 1211 (!) genannt (Details: Liste der Straßennamen von Wien/Josefstadt).
Der von Gaber angeregte Kirchenbau in Breitenfeld kam erst Jahrzehnte später zu Stande, da das Erzbischöfliche Ordinariat und das Schottenstift keinen Bedarf sahen. Die Breitenfelder Pfarrkirche am westlichen Rand des einstigen Ortsgebiets (Kirchenplatz, seit 1894 Uhlplatz) wurde am 18. Juni 1898 in Anwesenheit von Kaiser Franz Joseph I. geweiht, als der Ort längst Teil des dicht verbauten Stadtgebiets von Wien geworden war. Die Weihe fand zwei Wochen nach der Betriebsaufnahme der direkt an der Kirche vorbeiführenden Gürtellinie der Stadtbahn, der heutigen U-Bahn-Linie U6, statt, deren Station Josefstädter Straße sich knapp außerhalb von Breitenfeld befindet.